# Vietnam International 2010
Die Vietnam International 2010 im Badminton fanden vom 20. bis zum 25. April 2010 in Hanoi statt.

## Sieger und Platzierte
| Disziplin    | Gold                                        | Silber                      | Bronze                             |
| ------------ | ------------------------------------------- | --------------------------- | ---------------------------------- |
| Herreneinzel | Hsueh Hsuan-yi                              | Koichi Saeki                | Alamsyah Yunus                     |
| Herreneinzel | Hsueh Hsuan-yi                              | Koichi Saeki                | Lee Cheol-ho                       |
| Dameneinzel  | Lee Hyun-jin                                | Gu Juan                     | Ai Goto                            |
| Dameneinzel  | Lee Hyun-jin                                | Gu Juan                     | Pai Hsiao-ma                       |
| Herrendoppel | Goh V Shem Teo Kok Siang                    | Kim Gi-jung Shin Baek-cheol | Hiroyuki Endo Yoshiteru Hirobe     |
| Herrendoppel | Goh V Shem Teo Kok Siang                    | Kim Gi-jung Shin Baek-cheol | Chung Eui-seok Kim Dae-eun         |
| Damendoppel  | Jung Kyung-eun Yoo Hyun-young               | Rie Eto Yu Wakita           | Komala Dewi Keshya Nurvita Hanadia |
| Damendoppel  | Jung Kyung-eun Yoo Hyun-young               | Rie Eto Yu Wakita           | Shinta Mulia Sari Yao Lei          |
| Mixed        | Hendri Kurniawan Saputra Vanessa Neo Yu Yan | Wang Chia-min Wang Pei-rong | Ong Jian Guo Chong Sook Chin       |
| Mixed        | Hendri Kurniawan Saputra Vanessa Neo Yu Yan | Wang Chia-min Wang Pei-rong | Hendra Wijaya Shinta Mulia Sari    |